# Discographie de Therion
La discographie de Therion, groupe de metal suédois, se compose de 19 albums studio, de 3 album live, de 5 compilations, de 1 EP et de 5 singles. Le groupe s'est formé en 1987.

## Albums

### Albums studio
| Titre                               | Date de sortie    | Label                          | Notes                          |
| ----------------------------------- | ----------------- | ------------------------------ | ------------------------------ |
| Of Darkness...                      | février 1991      | Deaf Records Nuclear Blast     | premier album                  |
| Beyond Sanctorum                    | janvier 1992      | Active Records Nuclear Blast   |                                |
| Symphony Masses: Ho Drakon Ho Megas | avril 1993        | Megarock Records Nuclear Blast |                                |
| Lepaca Kliffoth                     | 4 avril 1995      | Megarock Records Nuclear Blast |                                |
| Theli                               | 9 août 1996       | Nuclear Blast                  |                                |
| A'arab Zaraq - Lucid Dreaming       | 16 mai 1997       | Nuclear Blast                  |                                |
| Vovin                               | 4 mai 1998        | Nuclear Blast                  |                                |
| Crowning of Atlantis                | 7 juin 1999       | Nuclear Blast                  |                                |
| Deggial                             | 31 janvier 2000   | Nuclear Blast                  |                                |
| Secret of the Runes                 | 8 octobre 2001    | Nuclear Blast                  |                                |
| Lemuria                             | 24 mai 2004       | Nuclear Blast                  | Parution simultanée à Sirius B |
| Sirius B                            | 24 mai 2004       | Nuclear Blast                  | Parution simultanée à Lemuria  |
| Gothic Kabbalah                     | 12 janvier 2007   | Nuclear Blast                  | Double-album                   |
| Sitra Ahra                          | 17 septembre 2010 | Nuclear Blast                  |                                |
| Les Fleurs du Mal                   | 28 septembre 2012 | Nuclear Blast                  |                                |
| Beloved Antichrist                  | 9 février 2018    | Nuclear Blast                  | Triple album                   |
| Leviathan                           | 22 janvier 2021   | Nuclear Blast                  |                                |
| Leviathan II                        | 28 octobre 2022   | Nuclear Blast                  |                                |
| Leviathan III                       | 15 décembre 2023  | Napalm Records                 |                                |

### Album live
| Titre                  | Date de sortie    | Label         | Type   |
| ---------------------- | ----------------- | ------------- | ------ |
| Live in Midgård        | 30 septembre 2002 | Nuclear Blast | CD     |
| Live Gothic            | 25 juillet 2008   | Nuclear Blast | CD/DVD |
| The Miskolc Experience | 8 juin 2009       | Nuclear Blast | CD/DVD |

### Compilations
| Titre                            | Date de sortie   | Label           | Notes                                                                        |
| -------------------------------- | ---------------- | --------------- | ---------------------------------------------------------------------------- |
| The Early Chapters of Revelation | 27 novembre 2000 | Nuclear Blast   | Coffret de 3 CD                                                              |
| Bells of Doom                    | 31 octobre 2001  | Therion Society | Compilation publiée par le fan club officiel du groupe                       |
| Atlantis Lucid Dreaming          | 6 septembre 2005 | Nuclear Blast   | Compilation des albums A'arab Zaraq - Lucid Dreaming et Crowning of Atlantis |
| Celebrators of Becoming          | 5 mai 2006       | Nuclear Blast   | 2 CD et 4DVD                                                                 |
| Cover Songs 1993-2007            | 5 avril 2022     | Adulruna        |                                                                              |

### EPs
| Titre      | Date de sortie | Label    | Notes                                                                                    |
| ---------- | -------------- | -------- | ---------------------------------------------------------------------------------------- |
| Les Épaves | 4 février 2016 | Adulruna | Le disque contient 5 pistes qui n'ont pas été retenues dans l'album "Les Fleurs du Mal". |

### Démos
| Titre                                        | Date de sortie | Label          | Nombre de copies |
| -------------------------------------------- | -------------- | -------------- | ---------------- |
| Paroxysmal Holocaust                         | avril 1989     | auto-produit   | 600              |
| Beyond The Darkest Veils Of Inner Wickedness | novembre 1989  | auto-produit   | 500              |
| Time Shall Tell                              | 1990           | House of Kicks | 2000             |

### Singles
| Titre                               | Date de sortie   | Label         | Album           |
| ----------------------------------- | ---------------- | ------------- | --------------- |
| The Beauty in Black                 | mars 1995        | Nuclear Blast | Lepaca Kliffoth |
| The Siren of the Woods              | 24 juin 1996     | Nuclear Blast | Theli           |
| Eye of Shiva                        | 1998             | Nuclear Blast | Vovin           |
| Wand of Abaris                      | 15 décembre 2006 | Nuclear Blast | Gothic Kabbalah |
| The Wand of Abaris / Path to Arcady | 2007             | Nuclear Blast | Gothic Kabbalah |